# غلة زار
غلة زار هي قرية في مقاطعة أذر شهر، إيران. عدد سكان هذه القرية هو 198 في سنة 2006.